# Медведь-чудодей
«Медве́дь-чудоде́й» (латыш. Laimes lācis, дословно «Медведь счастья») — музыкальный мультипликационный фильм режиссёра Розе Стиебры, снятый на Латвийском телевидении в 1985 году.
На русском языке мультфильм озвучен одноголосым закадровым переводом.

## Сюжет
По мотивам рассказа Андрея Упита «Пареньки села Замшелого» (латыш. Sūnu ciema zēni).
Ленивые и нерадивые жители маленькой деревушки, попав в беду, обращаются за помощью к волшебному Медведю-чудодею, который учит их трудолюбию.

## Съёмочная группа
- Автор сценария и режиссёр-постановщик: Розе Стиебра
- Художник-мультипликатор: Майя Бренце
- Композитор: Имантс Калныньш
- Песни исполняет: Олга Раецка
- Оператор: Аустра Гулбе
- Звукооператор: Язепс Кулбергс
- Редактор: Агрис Редовичс

## О мультфильме
Мультфильм «Laimes lācis» включён в перечень анимационных фильмов, рекомендованных в Латвии для начальной и средней школы, подходит для просмотра и обсуждения на уроках литературы.
В октябре 2011 года мемориальный дом Андрея Упита в Скривери организовал выставку, посвящённую фильму и приуроченную к 70-летию художника-мультипликатора Майи Бренце.